# Graviton
Graviton (obvykle označován g) je ve fyzice hypotetická částice gravitace. Pokud by gravitační interakce měla kvantový charakter, graviton by byl jejím kvantem a intermediální částicí zprostředkující interakci. V kvantové teorii pole však není uznávaná kvantová teorie gravitace, existence gravitonu není experimentálně prokázána a zůstává i teoreticky nedořešeným problémem současné fyziky.

## Vlastnosti
Z platné teorie gravitace, tedy obecné teorie relativity, vyplývá, že graviton by měl být částice s nulovou klidovou hmotností (gravitační síla by měla mít neomezený dosah) a nulovým elektrickým nábojem (pokud by měl náboj, pak by podle vztahu E = mc² neměl nulovou klidovou hmotnost). Měl by se proto ve vakuu pohybovat rychlostí světla. To bylo potvrzeno pozorováním sloučení neutronových hvězd v galaxii NGC 4993 v roce 2017, kdy vzniklá gravitační vlna i gama záblesk ze vzdálenosti 130 milionů světelných roků dorazily současně.
Různé hypotézy však pracují s předpokladem, že jsou tyto vlastnosti jiné a snaží se jejich hodnotu určit na základě srovnávání svých vypočtených modelů se skutečně pozorovanými pohyby nebeských těles.
Např. r. 2019 publikovaná studie předpokládá omezenou velikost gravitačního pole a dochází k závěru, že na 90procentní úrovni věrohodnosti není dosah gravitačního pole kratší než 1,8×1013 km, což pro hmotnost gravitonu představuje horní mez 6,8×10−23 eV/c² (přibližně 1,2×10−58 kg).
Graviton by měl mít pouze spin 2. Ovšem může mít i spin 0 (být hmotný i nehmotný), což zatím nebylo experimentálně vyvráceno.
U gravitonu, podobně jako u jiných částic interakcí, nemá dobrý smysl hovořit o antičástici.